# 利森多夫
利森多夫是德国莱茵兰-普法尔茨州的一个市镇。总面积10.37平方公里，总人口1096人，其中男性518人，女性578人（2011年12月31日），人口密度106人/平方公里。